# Famille von Holwede
La famille von Holwede, également Holwedel ou Hollwede, est une famille noble de Basse-Saxe - Westphalie. La famille, dont certaines branches existent encore aujourd'hui, est originaire de la principauté épiscopale de Minden.

## Histoire

### Origine
Dans la littérature plus ancienne, il est mentionné que déjà sous le roi Henri Ier. Un chevalier du nom de Holwede serait apparu et en 1324, un certain Ludwig von Holwede apparaît dans un document de la ville de Stendal,
Le Genealogisches Handbuch des Adels commence la lignée confirmée de la famille avec Johann von Hohlewede (Hollwehde), qui est mentionné dans des documents entre 1590 et 1619. Il est bailli de la principauté épiscopale de Minden à Rahden. Ses descendants sont considérés comme nobles sans diplôme. La famille tire son nom du village de Hollwede près de Levern

### Expansion et possessions
Hilbert von Holwede est gouverneur du duché de Clèves en 1648. Heinrich Christian von Holwede (né en 1681) de la branche de Grasleben, décédé en 1739 comme chef cuisinier et maréchal de la cour prussienne. Son fils Friedrich Christian Karl von Holwede (de) est un général de division et commandant de régiment prussien. Il décède après 50 ans de service le 1er février 1797 à Bromberg. Parmi ses frères, Victor devient l'héritier de Danzke et Ferdinand Gottlieb (de) devient général de division prussien dans le 9e régiment de dragons. Sa fille unique Luise (1729–1783) est mariée en premières noces au comte Wilhelm von Mellin (né le 23 avril 1719 et mort le 1er octobre 1760) et, après sa mort, au lieutenant-colonel et adjudant prussien, puis lieutenant-général Friedrich Wilhelm von Götzen l'Ancien (1734–1794). Elle est la mère et la grand-mère des futurs comtes de Götzen.
Friedrich von Holwede sert dans le régiment de dragons « von Brückner (de) », plus tard « comte Herzberg (de) ». Il prend sa retraite en tant que major et s'installe dans son domaine de Kalkhof près de Riesenburg. Le roi Frédéric-Guillaume II de Prusse légitime le fils naturel du capitaine Ludwig von Holwede dans le régiment « von Kalckstein » en avril 1791. Il meurt en 1827 alors qu'il est lieutenant-colonel prussien
Au milieu du XVIIe siècle, les membres de la famille possèdent des biens en Westphalie à Petershagen et Hiddensen. Une branche atteint très tôt le margraviat de Brandebourg et est active dans la seconde moitié du XVIIIe siècle, il possède entre autres Lancke, Glambeck et Falkenberg. Dans l'électorat de Brunswick-Lunebourg, la famille est en possession de Grasleben (jusqu'en 1739) en 1689 et  Lochtum dans la principauté épiscopale de Hildesheim en 1727 . Dans la principauté archiépiscopale de Magdebourg, Dreileben près de Wolmirstedt appartient ou en partie à la famille et en 1828 Kalkhof près de Riesenburg en Prusse-Orientale ainsi que Niederherzogswaldau non loin de Lüben en Silésie

## Armoiries
Le blason représente un tronc de saule coupé en argent sur une base de bouclier vert (chemin creux), avec une branche mutilée de chaque côté. Sur le casque, le tronc de saule est recouvert de noir-argent (rouge-argent).

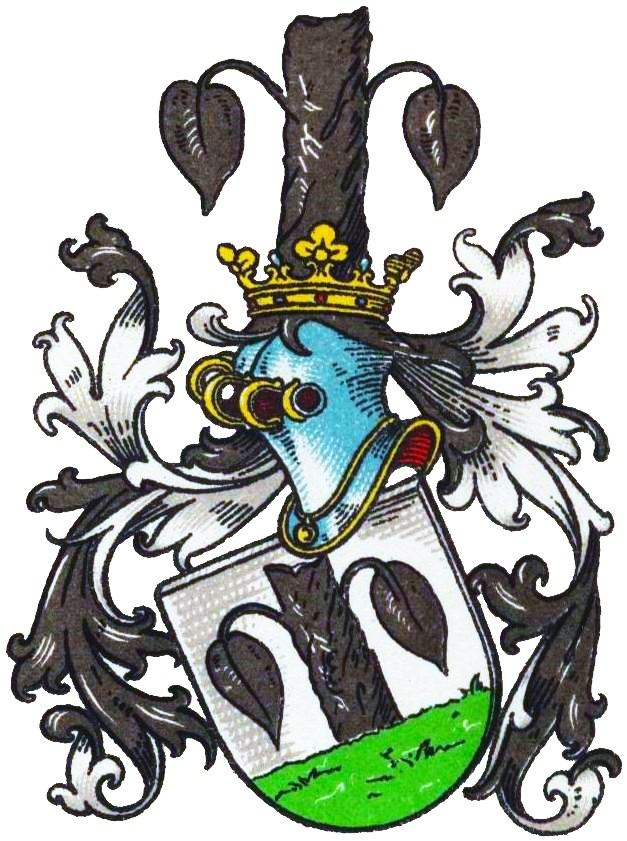
Armoiries de la famille von Holwede dans le Wappenbuch des Westfälischen Adels
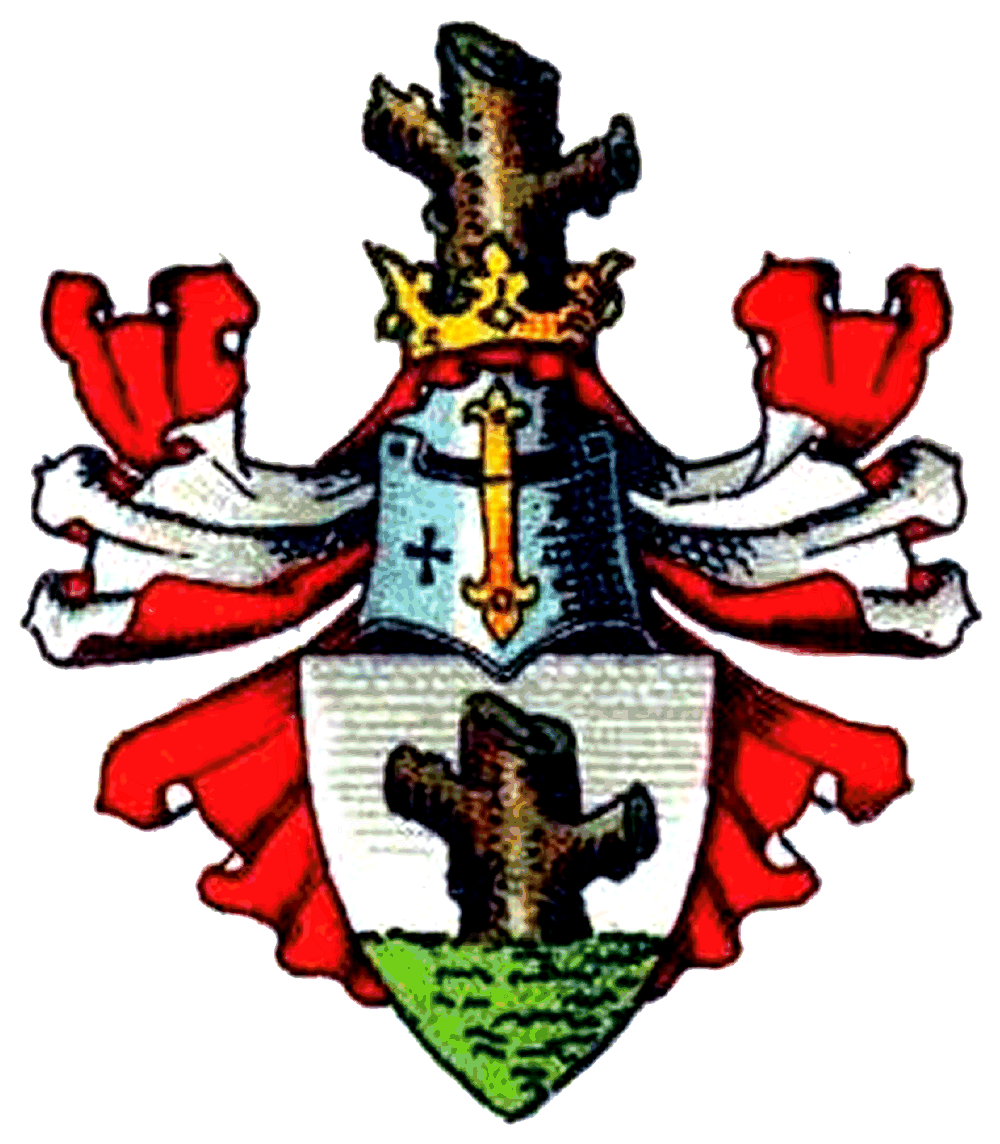
Variante des armoiries de Holwede

## Personnalités
- Benno von Holwede (de) (1850–1924), médecin allemand
- Ernst Leo von Holwede (de) (1802–1872), lieutenant général prussien
- Ferdinand Friedrich Albrecht Gottlieb von Holwede (de) (1735–1816), général de division prussien
- Friedrich Christian Karl von Holwede (de) (1725–1797), général de division prussien et commandant du 55e régiment d'infanterie
- Friedrich von Holwede (de) (1841–1921), président du district de Breslau et du district de Dantzig
- Helene Lucie von Holwede (1883–1956), actrice sous le nom de Lucie Höflich
- Johann Ernst von Holwede (de) (vers 1590–après 1654), avocat et chancelier dans divers États allemands
- Karl von Holwede (1842–1924), général de division prussien